# 8月9日
8月9日是阳历年的第221天（闰年是222天），离一年的结束还有144天。

## 大事记

### 20世紀以前
- 前48年：格涅乌斯·庞贝和凯撒之间著名的法薩盧斯戰役开始。
- 378年：罗马帝国军队在阿德里安堡战役中被反叛的西哥德人击败，东部皇帝瓦伦斯战死。
- 681年：保加利亚建国。
- 1173年：意大利比萨奇迹广场的比萨主教座堂开始建造钟楼，后来成为著名的「比萨斜塔」。
- 1483年：西斯廷小堂落成。
- 1896年：清朝维新派在上海创办《时务报》。
- 1897年：国际数学家大会在瑞士苏黎世召开。

### 20世紀
- 1902年：在西敏寺舉行的加冕儀式上，愛德華七世和亞歷山德拉被加冕為英國和英國屬土的國王和王后，以及印度的皇帝和皇后。
- 1930年：中国农工民主党的前身中国国民党临时行动委员会在上海成立。
- 1934年：比利時漫畫家艾爾吉的《丁丁歷險記》系列第五本《藍蓮花》開始連載。
- 1937年：日军上海海军特别陆战队中尉大山勇夫和斋藤要藏两人驾车衝向军用的虹桥机场，被中国机场卫兵击毙。此即“虹桥机场事件”，被视为淞沪会战的导火线之一。[1]:283
- 1942年：第二次世界大战：日本海军在萨沃岛海战迫使美国海军撤出索罗门群岛，这也是瓜达康纳尔岛战役首场海战。
- 1942年：英國政府逮捕發起退出印度運動的聖雄甘地、賈瓦哈拉爾·尼赫魯等16名國民大會黨領袖。
- 1945年：毛泽东發表《對日寇的最後一戰》的聲明。命令華北、華中和華南的共軍收繳敵人武器，接受投降，且在冀熱遼邊抗日區的共軍迅速深入東北。
- 1945年：美国陆军航空队博克斯卡号轰炸机在日本长崎市投下胖子原子弹，造成约7万人死亡。
- 1955年：香港考古人員在深水埗發現東漢李鄭屋古墓。
- 1965年：新加坡正式脱离马来西亚而独立，人民行动党创始人李光耀担任首任总理。
- 1974年：面临水门案弹劾的美国总统理查·尼克森宣布辞职，成为美国历史上至今唯一于任内辞职的总统。
- 1978年：中国与卡扎菲领导的独裁政权大阿拉伯利比亚人民社会主义民众国建交。
- 1989年：香港地鐵（即今港鐵）藍田站正式啟用，惟同日下午車站月台路軌附近因水管破裂，兩邊路軌浸水，需再安排同年的10月1日為新通車日。
- 1993年：日本自民黨垮台，結束1955年以來38年執政黨地位，改由細川護熙組成7黨聯合內閣。
- 1995年：網景首次公開募股獲得巨大成功。原本股票價值為每股14美元，但股價因一個臨時決定倍增至每股28美元。第一天收市，股價升至每股75美元，幾乎是當時創記錄的「首日獲利」。
- 1996年：叶利钦宣誓就职俄罗斯总统，开始了他第二个总统任期。
- 1999年：中国设立国家最高科学技术奖。
- 1999年：叶利钦任命普京为政府第一副总理和政府代总理。叶利钦在当天发表的电视讲话中表示，希望普京在下一次总统大选中成为俄罗斯新的国家元首。

### 21世紀
- 2001年：中国人民解放军海军总医院首次成功利用机器人进行远程脑外科手术。[2]
- 2006年：英國倫敦警察廳大規模拘捕原先計畫炸毀10架從英國飛往美國航機的24名主要涉案人士。
- 2007年：2007年－2008年环球金融危机开始。
- 2014年：一名18歲的非裔美國人邁克爾·布朗在密蘇里州弗格森被一名白人警官殺害，導致廣泛的抗議和動亂。

## 出生
- 1776年：阿密迪歐·亞佛加厥，義大利化學家（1856年逝世）
- 1783年：亞歷山德拉·巴甫洛夫娜，俄罗斯帝國女大公（1801年逝世）
- 1890年：約翰·羅·休姆，英國音樂家，鐵達尼號小提琴手（1912年逝世）
- 1890年：侯德榜，中國化工专家、化学工业的奠基人（1974年逝世）
- 1896年：讓·皮亞傑，瑞士著名兒童心理發展學家（1980年逝世）
- 1899年：P·L·卓華斯，英國作家，《瑪麗·包萍》作者（1996年逝世）
- 1908年：周立波，中國作家（1979年逝世）
- 1917年：饒宗頤，香港歷史學家（2018年逝世）
- 1919年：利昂娜·伍茲，美國物理學家（1986年逝世）
- 1924年：黃永玉，中國畫家（2023年逝世）
- 1925年：大衛·霍夫曼，美國計算機科學家（1999年逝世）
- 1927年：丹尼爾·凱斯，美國作家（2014年逝世）
- 1927年：馬文·閔斯基，美國人工智慧領域科學家，麻省理工學院人工智慧實驗室的創始人之一（2016年逝世）
- 1931年：马里奥·扎加洛，巴西足球教練（2024年逝世）
- 1933年：黑柳徹子，日本女演員、主持人
- 1934年：伊夫·科龐，法國人類學家（2022年逝世）
- 1938年：羅德·拉沃，澳洲網球選手
- 1940年：張振富，中國歌唱家（2000年逝世）
- 1941年：阿爾佛雷德·艾侯，加拿大計算機科學家
- 1959年：陳炳安，香港足球運動員、評述員
- 1961年：約翰·凱伊，紐西蘭政治人物，第38任紐西蘭總理
- 1963年：惠妮·休斯頓，美國歌手（2012年逝世）
- 1964年：布雷特·赫爾，美國男子冰球運動員
- 1965年：會川昇，日本動畫腳本家
- 1968年：吉蓮·安德森，美國女演員
- 1968年：惠恕仁，帛琉商人、政治人物，現任帛琉總統
- 1969年：余承東，中國企業家
- 1970年：海野綱彌，日本漫畫家
- 1972年：張惠妹，台灣女歌手
- 1973年：楊謹倫，華裔美國漫畫家
- 1974年：馮德倫，香港男歌手
- 1977年：伊東雜音，日本插畫家、人物設計師
- 1978年：張心宇，壹電視新聞台主播
- 1978年：奧黛莉·朵杜，法國女電影演員
- 1981年：李佳薇，新加坡乒乓球手
- 1981年：賈維斯·海耶斯，美國職業籃球運動員
- 1981年：陳淑萍，台灣女歌手
- 1983年：艾希莉·強森，美國女演員
- 1985年：宋熙年，香港藝員，2007年國際中華小姐冠軍
- 1985年：木南晴夏，日本女演員
- 1985年：洪真英，韓國女歌手
- 1985年：安娜·坎卓克，美國女演員、歌手
- 1985年：凱·卡農，美國女演員、編劇
- 1985年：維韋克·拉馬斯瓦米，美國商人、政治人物
- 1988年：山本希望，日本女性聲優
- 1990年：洪昰顥，臺灣動作指導、特技演員
- 1990年：比爾·斯卡斯加德，瑞典男演員
- 1990年：阿黛莱德·凯恩，澳大利亞女演員
- 1991年：Heize，韓國女歌手
- 1991年：蘇妙玲，中國女歌手
- 1991年：史蒂文·莫亞，美國-多明尼加職業棒球運動員
- 1993年：關曜儁，香港男演員、健身教練
- 1993年：近藤健介，日本職業棒球運動員
- 1994年：李在允，韓國男子偶像團體SF9成員
- 1995年：黃旼炫，韓國男子偶像團體NU'EST成員
- 1995年：賈斯特·史密斯，美國男演員
- 1996年：施柏宇，台灣男演員
- 1997年：阿部一二三，日本男子柔道運動員
- 1997年：大橋和也，日本男子偶像團體浪花男子隊長
- 1998年：Leejung，韓國舞者
- 1998年：澤利姆·科佐耶夫，亞塞拜然男子柔道運動員
- 1999年：宋旼琦，韓國男子偶像團體ATEEZ成員
- 2000年：陳姸霏，臺灣女演員
- 2001年：佐藤璃果，日本女子偶像團體乃木坂46成員
- 2002年：高橋宏斗，日本職業棒球運動員
- 2003年：中村一葉，韓國女子偶像團體LE SSERAFIM成員
- 2003年：葉海亞·戈塔尼，敘利亞男子跆拳道運動員

## 逝世
- 117年：图拉真，罗马帝国皇帝（53年出生）
- 378年：瓦伦斯，罗马帝国皇帝（328年出生）
- 803年：雅典的伊琳娜，拜占庭皇后（752年出生）
- 1107年：堀河天皇，日本第73代天皇（1079年出生）
- 1137年：完顏宗翰，金朝開國功臣（1080年出生）
- 1202年：寂蓮，日本平安時代僧人、歌人（1139年出生）
- 1516年：耶羅尼米斯·波希，荷蘭畫家（約1450年出生）
- 1601年：勇敢的米哈伊，罗马尼亚民族英雄（1558年出生）
- 1809年：約瑟夫·菲利普·武卡索維奇，克羅埃西亞將軍（1755年出生）
- 1899年：喬治大公（英语：Grand Duke George Alexandrovich of Russia），俄羅斯帝國沙皇亞歷山大三世之子（1871年出生）
- 1903年：愛德華·卡吉爾，紐西蘭商人、政治人物（1823年出生）
- 1919年：恩斯特·海克爾，德國動物學家、哲學家（1834年出生）
- 1953年：奧古斯特·吉魯，法國男子橄欖球運動員（1874年出生）
- 1956年：托比阿斯·丹齊格，俄裔美國數學家、科普作家（1884年出生）
- 1962年：赫尔曼·黑塞，德国作家，1946年诺贝尔文学奖得主（1877年出生）
- 1975年：德米特里·肖斯塔科维奇，苏联作曲家（1906年出生）
- 1980年：賈桂琳·科克倫，美國女飛行員，第一位駕駛飛機超越音障的女性（1906年出生）
- 1984年：沃爾特·特維斯，美國小說家（1928年出生）
- 1996年：阿部宗明，日本魚類學家（1911年出生）
- 2004年：大衛·拉克辛，美国电影导演（1912年出生）
- 2004年：三谷哲康，日本天文學家（1926年出生）
- 2008年：吳舜文，台灣女實業家，與其夫嚴慶齡同為裕隆集團創辦人（1913年出生）
- 2008年：馬哈茂德·達爾維什，巴勒斯坦民族詩人（1941年出生）
- 2016年：王拓，原名王紘久，臺灣鄉土文學作家、政治人物[3]（1944年出生）
- 2016年：杰拉尔德·格罗夫纳，英國貴族，第六代西敏公爵，英國最富有的地產商、全國最大地主之一（1951年出生）
- 2021年：萊斯特·伯德，安地卡及巴布達第2任總理（1938年出生）
- 2021年：月仙，中國演員（1971年出生）
- 2021年：卡梅隆·布瑞爾，美國男子田徑運動員。（1994年出生）
- 2021年：奧莉薇亞·波德莫爾，紐西蘭女子自由車運動員。（1997年出生）
- 2023年：费尔南多·比利亚维森西奥，厄瓜多尔记者、国民代表大会议员，2024年总统选举候选人（1963年出生）
- 2024年：蘇珊·沃西基，波蘭裔美國商業主管，曾任YouTube執行長。（1968年出生）
- 2025年：朱良，中國政治人物。（1924年出生）
- 2025年：山田信夫，日本男歌手。（1964年出生）

## 节假日和习俗
- 嚕嚕米之日
- 国际土著人日（英语：International Day of the World's Indigenous People）
- 新加坡：国庆日
- 中華民國：集郵節
- 南非：妇女节，为纪念南非女性大游行而设立的节日
- 日本：棒球之日、停車場之日、芫荽之日、藥草之日、軟體bug之日、擁抱之日